# Walter Corde
Walter Balthasar Corde (* 6. Juli 1876 in Köln; † 8. Oktober 1944 in Düsseldorf) war ein deutscher Maler der Düsseldorfer Schule.

## Leben

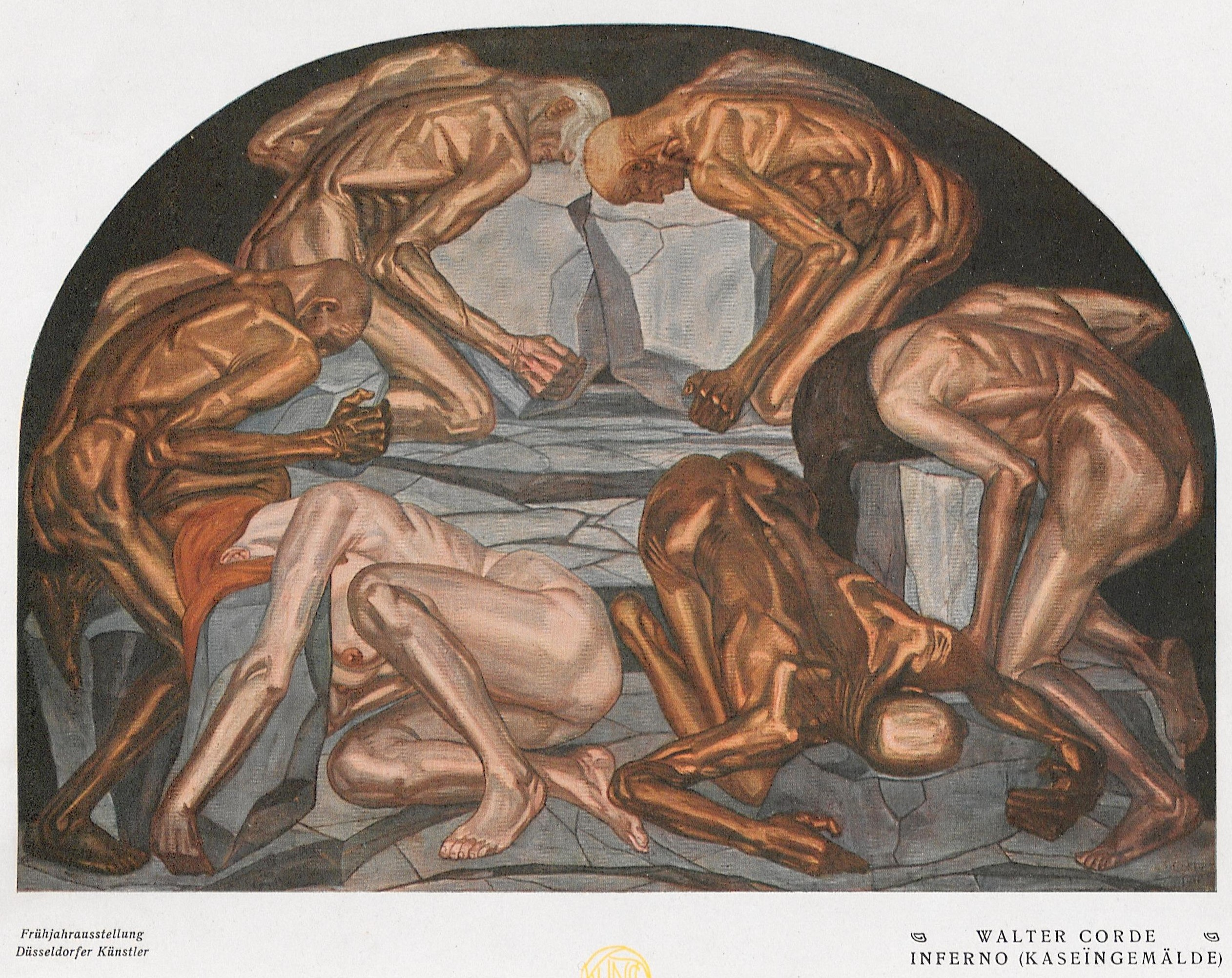
Inferno, um 1911

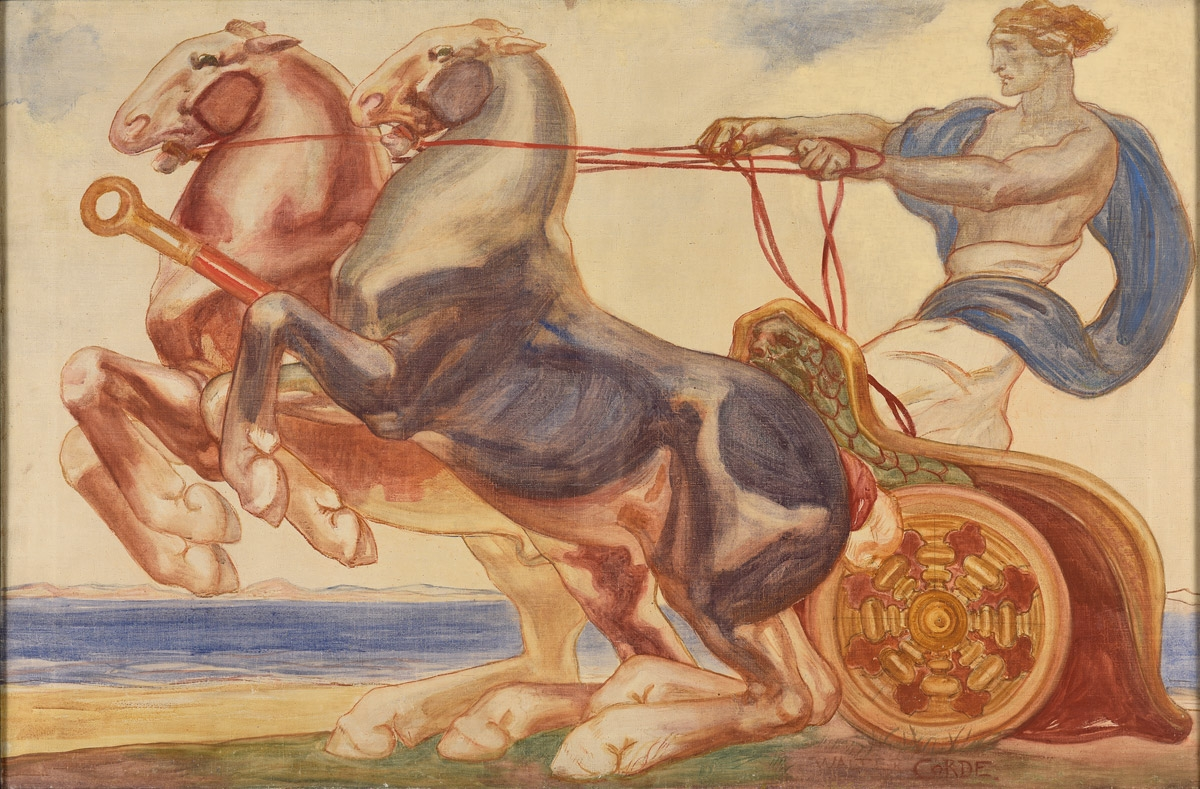
Der Wagenlenker

Corde, geboren in Köln, aufgewachsen in Düsseldorf, studierte Malerei an der Kunstakademie Düsseldorf. Dort waren Peter Janssen d. Ä. und Willy Spatz seine Lehrer. Unter ihrem Einfluss wandte er sich dem Entwurf monumentaler Wandmalereien zu, wobei ihn die Themenkreise Walpurgisnacht, Hölle, Fegefeuer, Apokalypse, Tod und Krieg beschäftigten. 1907 schuf er für die Neanderkirche Erkrath einen Toten Christus. Bis etwa 1908, jenem Jahr, als er auf einer Ausstellung in der Düsseldorfer Kunsthalle mit der Zeichnung Toter Krieger auf sich aufmerksam machte, war er Janssens Meisterschüler. In seinem letzten Jahr an der Kunstakademie wurde er Schüler des österreichischen Malers Josef Huber-Feldkirch, von dem er wesentliche künstlerische Impulse empfing. Ihm schloss er sich auf Dauer an und wurde sein Assistent an der Akademie. In dieser Zeit war Max Burchartz sein Schüler. 1910 trat er mit Ernst Isselmann und Bernhard Hoetger der Künstlergruppe Niederrhein bei. Nachdem er zwei Jahre in Düsseldorf als freischaffender Künstler tätig gewesen war, wurde er zu Beginn des Ersten Weltkriegs zum Militärdienst eingezogen. Danach war er wieder als Künstler tätig. 1920 waren Bilder von Corde in einer Gruppenausstellung mit Werken von Ernst Aufseeser, Juan Gris, Curt Stoermer und Walter von Wecus in der Galerie von Alfred Flechtheim in Düsseldorf vertreten. 1928 nahm Corde an der Ausstellung Deutsche Kunst im Düsseldorfer Kunstpalast teil. In den Jahren 1919 bis 1931 und 1939/1940 war er Mitglied des Künstlervereins Malkasten. Ab 1931 gehörte er dem sezessionistischen, 1933 im Zuge der Gleichschaltung aufgelösten „Club der Künstler“ an.
Vom Detailrealismus der Düsseldorfer Historienmalerei grenzte er sich ab, nahm aber in Komposition und Ikonografie Anregungen aus der Renaissance, dem Manierismus, der Romantik, dem Symbolismus und dem Jugendstil auf. Bei den Kartons für Wandbilder entsprach er den beabsichtigten monumentalen Wirkungen durch geometrische Kompositionsprinzipien. Seine Kunst kennzeichnet eine flächige Formvereinfachung. Die Farben Violett, Orange und Rot kombinierte er expressiv. Wuchtige Figuren stilisierte er in stark betonte Konturen. Neben Alois Trieb ist er einziger Düsseldorfer Vertreter dieser Richtung. Parallelen zum malerischen Werk des Janssen-Schülers Willy von Beckerath wurden bemerkt. Das häufig wiederkehrende Bildmotiv der Kriegsanklage, das im Gegensatz zu den offiziellen Kunstanforderungen des NS-Staates stand, behielt Corde bis zu seinem Tod bei, entsprach aber mit einigen späten Arbeiten, darunter Wandbildentwürfen und dem Gemälde Kaufmannszug im Mittelalter (1943), der Blut-und-Boden-Ideologie.

## Werke (Auswahl)
- Ehrenmal für den Friedhof in Kreuzweingarten
- Entwurf eines Bilderzyklus für die Ausmalung der Kirche des Abdinghofklosters in Paderborn
- Der Beruf der Frau, Fresken für die Aula der Töchterschule in Köln-Mülheim
- Amazonenschlacht, 1925
- Amazone, 1927
- Die Flucht nach Ägypten, 1933